# كلود ساوتيت
كلود سوتيه ((بالفرنسية: Claude Sautet)‏ 23 فبراير 1924 - 22 يوليو 2000) مخرج وسينارسيت فرنسي أخرج العديد من الأفلام مثل قلب في الشتاء إنتاج 1992 وفيلم أشياء الحياة إنتاج 1970 وفيلم الخطر الكبير لعام 1960 وعمل مع الممثل الفرنسي الكبير جيرارد ديبارديو في فيلم فنسنت وفرانسوا وبول والآخرون مع ميشيل بيكولي، كانت بدايته في عام 1956 مع فيلم مرحباً ابتسم! الذي فشلَ نقدياً وتجارياً ويعد من أهم المخرجين الفرنسيين.

## حياته
ولد في مونتروج، أوت دو سين، فرنسا، درس سوتيه الرسم والنحت قبل التحاقه بجامعة السينما في باريس حيث بدأ حياته المهنية وأصبح فيما بعد منتجًا تلفزيونيًا. أصدر فيلمه الأول مرحباً ابتسم! في عام 1956.
حصل على اهتمام دولي من خلال فيلم أشياء الحياة عام 1970، والذي كتبه وأخرجه، مثل بقية أفلامه اللاحقة. وشارك ميشيل بيكولي في بطولة الفيلم، وعرض في مهرجان كان في 1970 كما أعاد الفيلم إحياء مسيرة رومي شنايدر. في فيلمه التالي الذي صدر في عام 1971 ماكس وجونكمن لعبت شنايدر دور عاهرة، بينما في سيزار وروزالي لعام 1972 صورت كامرأة متزوجة تتأقلم مع عودة شعلة قديمة.
يعد فيلم فينسنت وفرانسوا وبول والآخرون لعام 1974 أحد أكثر أفلام سوتيه شهرة. يجتمع أربعة رجال من الطبقة المتوسطة في البلاد في نهاية كل أسبوع لمناقشة حياتهم بشكل أساسي. بالإضافة إلى ميشيل بيكولي، ظهر في الفيلم ممثلين مشهورين مثل إيف مونتان وجيرارد ديبارديو وستيفان أودران. واعتقد بيتر برادشو في مقال تكريمي في عام 2020 في صحيفة الغارديان لميشيل بيكولي أنه «الأفضل» من بين «الأفلام الخمسة التي تحظى بتقدير كبير» التي تعاون فيها الممثل والمخرج. وحقق سوتيه المزيد من النجاحات الحاسمة مع فيلم مادو إنتاج 1976.
رُشح فيلمه قصة بسيطة لعام 1978 لجائزة الأوسكار لأفضل فيلم بلغة أجنبية.  ظهرت شنايدر في الفيلم مرة أخرى، وهذه المرة كسيدة عاملة غير راضية في الأربعينيات من عمرها. حصلت على جائزة سيزار لأفضل ممثلة عن أدائها.
في الثمانينيات، قدم ثلاثة أفلام فقط هم في عام 1983 بعنوان نادل! وفيلم الكوميديا عام 1988 أيام قليلة معي.
ترشحت أفلامه لعدة جوائز مثل سيزار والأوسكار وفاز كلود سوتيه بالأسد الفضي في مهرجان البندقية السينمائي وجائزة سيزر لأفضل مخرج للفيلمه الأشهر قلب في الشتاء وحصل على سيزار مرة أخرى عام 1995 لنيللي والسيد ارنو. كلا الفيلمين قام ببطولته إيمانويل بيارت.
كتب أيضًا سيناريوهات لمخرجين آخرين. حيث شارك في كتابة فيلم عيون دون وجه وفيلم الجريمة الشهير والمهم بورسالينو.
توفي كلود سوتيه بسرطان الكبد في باريس عام 2000 ودُفن هناك في مقبرة مونبارناس.

## أفلامه التي أخرجها
- Hello Smile! 1956: أول فيلم أخرجه وفشل تجارياً ونقدياُ.
- The Tigers Attacks 1959: فيلم الثاني وأيضاً لم يحقق أي نجاح.
- The Big Risk 1960: فيلمه الثالث وواحد من أهم أعماله حقق نجاحاُ نقدياٌ وجماهيرياُ.
- 1965 The Dictator's Guns: فيلمه الرابع لم يحقق نجاحاُ كبيرا ً مثل سابقه لكنه لم يكن مثل فيلمه الأول.
- 1970 The Things of Life: واحد من أعظم أعماله ومن أكثرها شهرة لاقى استحساناً كبيراً عند النقاد والجمهور.
- Max and the Junkmen 1971: من أهم أعماله وهو فيلم جريمة درامي رومانسي.
- César and Rosalie 1972: من أهم أعماله وأروعها وهو فيلم رومانسي.
- Vincent, François, Paul and the Others 1974: من أعظم أعماله ويجمع الكثير من النجوم الفرنسيين.
- Mado 1976: حقق نجاحاً في فترة صدوره وترشح لعديد من جوائز سيزار.
- A Simple Story 1978: من أهم أعماله وترشح وفاز لعديد من جوائز سيزار.
- 1980 A Bad Son: واحد من أهم أعماله.
- Waiter! 1983: ترشح لعدة جوائز سيزار.
- A Few Days with Me 1988: قام ببطولة الفيلم الممثل الفرنسي الكبير دانييل أوتويل وترشح لجائزة سيزار لأفضل ممثل.
- A Heart in Winter 1992: أمن أعظم ماقدم ربح عنه جائزة سيزار لأفضل مخرج وجائزة ديفيد دي دوناتيلو لأفضل فيلم أجنبي وربح أبطال الفيلم على عدة جوائز.
- Nelly and Mr. Arnaud 1995: آخر عمل له ومن أعظم ماقدم ربح عنه أيضاً جائزة سيزار لأفضل مخرج وجائزة ديفيد دي دوناتيلو لأفضل فيلم أجنبي.

## وصلات خارجية
كلود ساوتيت في قاعدة بيانات الأفلام على الإنترنت